# رادیکوویتسه
رادیکوویتسه (به لاتین: Radíkovice) یک منطقهٔ مسکونی در جمهوری چک است که در ناحیه هرادتس کرالووه واقع شده‌است. رادیکوویتسه ۱۶۸ نفر جمعیت دارد.